# 2017年オーストリアグランプリ
2017年オーストリアグランプリ (2017 Austrian Grand Prix) は、2017年のF1世界選手権第9戦として、2017年7月9日にレッドブル・リンクで開催された。
正式名称は「FORMULA 1 GROSSER PREIS VON ÖSTERREICH 2017」。

## レース前
このレースでピレリが供給するドライタイヤのコンパウンドは、ソフト、スーパーソフト、ウルトラソフトの3種類。
ホンダは前戦アゼルバイジャンGPのフリー走行でフェルナンド・アロンソのみ使用した「スペック3」を、アロンソとストフェル・バンドーンの2台に供給する。
メルセデスは7月4日（火曜日）の時点で、ルイス・ハミルトンのギアボックスを交換することを決定。6戦連続使用という規定を満たすことができないため、ハミルトンは5グリッド降格となる。
レッドブル・リンクは2014年のF1カレンダー復帰以降、F1でのコーナー数は「9」としていたが、ターン1とターン2の間のキンクをコーナーと見なしているMotoGPと同じ「10」に変更した。

## フリー走行
開催日時は現地時間 (UTC+2、以下同じ）。

### 1回目
2017年7月7日 10:00
気温22度、路面温度34度、晴天のドライコンディション。このセッション限定で、フォース・インディアはセルジオ・ペレスに代わりアルフォンソ・セリスJr.が、ルノーはニコ・ヒュルケンベルグに代わりセルゲイ・シロトキンがドライブした。34分にマックス・フェルスタッペンがターン7でクラッシュした。高速コースであるがゆえにスピンやコースオフの場面が多々見られた。トップタイムはハミルトンの1:05.975だが、他の上位勢がスーパーソフトで自己ベストを出した中、唯一ソフトで記録している。スペック3を投入したマクラーレン勢はバンドーン7位、アロンソ9位と初日から好調な仕上がりを見せた。なお、両者ともウルトラソフトで自己ベストを出している。

### 2回目
2017年7月7日 14:00
気温30度、路面温度43度、昼ににわか雨が降ったが路面はすぐに乾き、晴天のドライコンディションで行われた。マクラーレン勢とペレスはマシンの整備が遅れたためコースインが遅れた。アロンソは7周でフロアを壊し、さらに交換作業も必要になってしまった。1回目に続いてコースのあちこちでマシンコントロールを失う場面が見られた。52分にターン9でコースオフしたカルロス・サインツJr.がフロア周りに大きなダメージを負い、ダニール・クビアトも「何かパーツを失ってパワーもなくなった」とピットに戻る。クビアトはコースに復帰したものの、再びパワーユニットにトラブルが発生してしまった。トップタイムは1回目に続きハミルトン(1:05.483)で、セバスチャン・ベッテルが0.147秒差で2位。

### 3回目
2017年7月8日 11:00
気温22度、路面温度30度、晴天のドライコンディション。アロンソは「スペック3」パワーユニットのMGU-Hにトラブルが発見されたため、旧仕様の「スペック2」パワーユニットに載せ替えた。4分にサインツが1コーナーを回ったところでストップ。エンジンの再始動を試みるも復帰できなかった。10分にサインツのマシンが撤去され、各車続々とコースインする。なお、サインツはセッション後半に復帰している。まず、フェルスタッペンがウルトラソフトで1:06.387でトップタイムをマークし、続けて1:06.015までタイムを更新した。20分にベッテルが1:05.384でトップとなり、バルテリ・ボッタス、ハミルトンが続く。セッション後半にハミルトンがウルトラソフトで1:05.361のトップタイムを出すも、ベッテルが1:05.092で塗り替える。ハミルトンは残り10分にブレーキトラブルが発生し、スロー走行のままピットに戻った。

## 予選
2017年7月8日 14:00
ボッタスが2度目のポールポジションを獲得した。

### 経過
気温30度、路面温度47度、晴天のドライコンディションで行われた。
Q1
ロマン・グロージャンがターン7でコースオフするが、クラッシュを回避しコースへ復帰。ケビン・マグヌッセンはサスペンションのトラブルでピットへ戻った。ハミルトンがウルトラソフトでトップタイムを出し、ベッテルはスーパーソフトで2番手に続いた。フリー走行から不調のウィリアムズとザウバーの各2台、そしてジョリオン・パーマーがQ1敗退となった。
Q2
Q3進出者にとってはレーススタート時のタイヤを決めるセッションでもあるが、各車ウルトラソフトでアタックを開始する中、既に5グリッド降格が決まっているハミルトンのみスーパーソフトを選択した。1回目のアタックでトップに立ったのはボッタスで、ハミルトンが2番手に続いた。ハミルトンは2回目のアタックもスーパーソフトで走り3位。ベッテルが2位となった。マグヌッセンはサスペンションの修理が間に合わず、タイムを出せなかった。
Q3
最初のアタックでボッタスがトップに立ち、ベッテルとハミルトンが続く。フェルスタッペンはターン1のミスが響き6位。各車2回目のアタックに臨もうとしたが、グロージャンがターン3出口のコース上にストップし黄旗が出される。これによりタイム更新ができず、ボッタスがそのままポールポジションを獲得した。

### 結果
| Pos.                | No. | ドライバー                 | コンストラクター                | Q1       | Q2       | Q3       | Grid |
| ------------------- | --- | -------------------------- | ------------------------------- | -------- | -------- | -------- | ---- |
| 1                   | 77  | バルテリ・ボッタス         | メルセデス                      | 1:05.760 | 1:04.316 | 1:04.251 | 1    |
| 2                   | 5   | セバスチャン・ベッテル     | フェラーリ                      | 1:05.585 | 1:04.772 | 1:04.293 | 2    |
| 3                   | 44  | ルイス・ハミルトン         | メルセデス                      | 1:05.064 | 1:04.800 | 1:04.424 | 8 1  |
| 4                   | 7   | キミ・ライコネン           | フェラーリ                      | 1:05.148 | 1:05.004 | 1:04.779 | 3    |
| 5                   | 3   | ダニエル・リカルド         | レッドブル-タグ・ホイヤー       | 1:05.854 | 1:05.161 | 1:04.896 | 4    |
| 6                   | 33  | マックス・フェルスタッペン | レッドブル-タグ・ホイヤー       | 1:05.779 | 1:04.948 | 1:04.983 | 5    |
| 7                   | 8   | ロマン・グロージャン       | ハース-フェラーリ               | 1:05.902 | 1:05.319 | 1:05.480 | 6    |
| 8                   | 11  | セルジオ・ペレス           | フォース・インディア-メルセデス | 1:05.975 | 1:05.435 | 1:05.605 | 7    |
| 9                   | 31  | エステバン・オコン         | フォース・インディア-メルセデス | 1:06.033 | 1:05.550 | 1:05.674 | 9    |
| 10                  | 55  | カルロス・サインツ         | トロ・ロッソ                    | 1:05.675 | 1:05.544 | 1:05.726 | 10   |
| 11                  | 27  | ニコ・ヒュルケンベルグ     | ルノー                          | 1:06.174 | 1:05.597 |          | 11   |
| 12                  | 14  | フェルナンド・アロンソ     | マクラーレン-ホンダ             | 1:06.158 | 1:05.602 |          | 12   |
| 13                  | 2   | ストフェル・バンドーン     | マクラーレン-ホンダ             | 1:06.316 | 1:05.741 |          | 13   |
| 14                  | 26  | ダニール・クビアト         | トロ・ロッソ                    | 1:05.990 | 1:05.884 |          | 14   |
| 15                  | 20  | ケビン・マグヌッセン       | ハース-フェラーリ               | 1:06.143 | no time  |          | 15   |
| 16                  | 30  | ジョリオン・パーマー       | ルノー                          | 1:06.345 |          |          | 16   |
| 17                  | 19  | フェリペ・マッサ           | ウィリアムズ-メルセデス         | 1:06.534 |          |          | 17   |
| 18                  | 18  | ランス・ストロール         | ウィリアムズ-メルセデス         | 1:06.608 |          |          | 18   |
| 19                  | 9   | マーカス・エリクソン       | ザウバー-フェラーリ             | 1:06.857 |          |          | 19   |
| 20                  | 94  | パスカル・ウェーレイン     | ザウバー-フェラーリ             | 1:07.011 |          |          | PL 2 |
| 107% time: 1:09.618 |     |                            |                                 |          |          |          |      |
| ソース              |     |                            |                                 |          |          |          |      |

追記
- ^1 - ハミルトンは6戦以内のギアボックス交換のため5グリッド降格[3][12]
- ^2 - ウェーレインは予選後にICE（エンジン）を交換したため、決勝はピットレーンからスタート[13]

## 決勝
2017年7月9日 14:00
ボッタスが初のポール・トゥ・ウィンで2勝目を飾った。

### 展開
気温28度、路面温度48度、湿度37％、曇天のドライコンディションで行われた。
ボッタスが好スタートで首位をキープ。ターン1でクビアトがアロンソに追突しフェルスタッペンも巻き込まれた。アロンソはコースに復帰を果たすもピットに戻りリタイア、フェルスタッペンはチームからの指示でマシンを止めリタイアした。
ギアボックス交換により8番グリッドからスタートとなったハミルトンは徐々に順位を上げていき5位まで浮上し、20周目にはライコネンの背後まで迫ったが、ここからは膠着状態となる。30周目、ストロールと入賞圏内の10位を争っていたマグヌッセンがギアを失いリタイア。
32周目にハミルトンが上位勢では一番先にピットインし、スーパーソフトからウルトラソフトに交換した。続いてリカルドとベッテルもタイヤ交換を済ませる。ボッタスは41周目まで引っ張ったが、流石にタイヤの摩耗が激しく「もうタイヤが残っていない」という本人の訴えもありピットイン。ベッテルの3秒前でコースに復帰するが、まだタイヤ交換を済ませていないライコネンが前に立ちふさがる。フェラーリはライコネンにボッタスを抑えさせ、ベッテルとの差を詰める作戦であったが、ライコネンのタイヤも限界に来ており、44周目にボッタスがライコネンをパスしてトップに返り咲いた。ライコネンはこの直後にタイヤ交換を行った。
以後しばらく上位陣に変動はなかったが、レース終盤になって先頭のボッタスが2位ベッテルに、3位リカルドが4位ハミルトンに猛烈なプレッシャーをかけられる。ファイナルラップまでこの接近戦が見られたが、ボッタスとリカルドの両者とも最後までポジションをキープした。ボッタスは初のポール・トゥ・ウィンで今シーズン2勝目を飾った。ベッテルは0.6秒及ばず2位に終わったが、ハミルトンが4位に終わったため、2人のポイント差は20に広がった。3位のリカルドは5戦連続、レッドブルはホームレースで初の表彰台となった。予選で振るわなかったウィリアムズ勢はマッサ9位、ストロール10位で今シーズン初のダブル入賞を果たした。

### 結果
| Pos.   | No. | ドライバー                 | コンストラクター                | 周回数 | タイム/リタイア | Grid | Pts. |
| ------ | --- | -------------------------- | ------------------------------- | ------ | --------------- | ---- | ---- |
| 1      | 77  | バルテリ・ボッタス         | メルセデス                      | 71     | 1:21:48.523     | 1    | 25   |
| 2      | 5   | セバスチャン・ベッテル     | フェラーリ                      | 71     | +0.658          | 2    | 18   |
| 3      | 3   | ダニエル・リカルド         | レッドブル-タグ・ホイヤー       | 71     | +6.012          | 4    | 15   |
| 4      | 44  | ルイス・ハミルトン         | メルセデス                      | 71     | +7.430          | 8    | 12   |
| 5      | 7   | キミ・ライコネン           | フェラーリ                      | 71     | +20.370         | 3    | 10   |
| 6      | 8   | ロマン・グロージャン       | ハース-フェラーリ               | 71     | +1:13.160       | 6    | 8    |
| 7      | 11  | セルジオ・ペレス           | フォース・インディア-メルセデス | 70     | +1 Lap          | 7    | 6    |
| 8      | 31  | エステバン・オコン         | フォース・インディア-メルセデス | 70     | +1 Lap          | 9    | 4    |
| 9      | 19  | フェリペ・マッサ           | ウィリアムズ-メルセデス         | 70     | +1 Lap          | 17   | 2    |
| 10     | 18  | ランス・ストロール         | ウィリアムズ-メルセデス         | 70     | +1 Lap          | 18   | 1    |
| 11     | 30  | ジョリオン・パーマー       | ルノー                          | 70     | +1 Lap          | 16   |      |
| 12     | 2   | ストフェル・バンドーン     | マクラーレン-ホンダ             | 70     | +1 Lap 1        | 13   |      |
| 13     | 27  | ニコ・ヒュルケンベルグ     | ルノー                          | 70     | +1 Lap          | 11   |      |
| 14     | 94  | パスカル・ウェーレイン     | ザウバー-フェラーリ             | 70     | +1 Lap          | PL   |      |
| 15     | 9   | マーカス・エリクソン       | ザウバー-フェラーリ             | 69     | +2 Laps         | 19   |      |
| 16     | 26  | ダニール・クビアト         | トロ・ロッソ                    | 68     | +3 Laps 2       | 14   |      |
| Ret    | 55  | カルロス・サインツ         | トロ・ロッソ                    | 44     | エンジン        | 10   |      |
| Ret    | 20  | ケビン・マグヌッセン       | ハース-フェラーリ               | 29     | ハイドロリクス  | 15   |      |
| Ret    | 14  | フェルナンド・アロンソ     | マクラーレン-ホンダ             | 1      | アクシデント    | 12   |      |
| Ret    | 33  | マックス・フェルスタッペン | レッドブル-タグ・ホイヤー       | 0      | アクシデント    | 5    |      |
| ソース |     |                            |                                 |        |                 |      |      |

ファステストラップ
- ルイス・ハミルトン（メルセデス） 1:07.411（69周目）

ラップリーダー
- バルテリ・ボッタス (Lap 1-41, 44-71)
- キミ・ライコネン (Lap 42-43)

追記
- ^1 - バンドーンは青旗無視のため、ドライブスルーペナルティとペナルティポイント2点が科された[18]
- ^2 - クビアトはスタート直後にアロンソと接触したため、ドライブスルーペナルティとペナルティポイント2点が科された[19]

## 第9戦終了時点のランキング
|  | 順位 | ドライバー             | ポイント |
|  | ---- | ---------------------- | -------- |
|  | 1    | セバスチャン・ベッテル | 171      |
|  | 2    | ルイス・ハミルトン     | 151      |
|  | 3    | バルテリ・ボッタス     | 136      |
|  | 4    | ダニエル・リカルド     | 107      |
|  | 5    | キミ・ライコネン       | 83       |

|  | 順位 | コンストラクター                | ポイント |
|  | ---- | ------------------------------- | -------- |
|  | 1    | メルセデス                      | 287      |
|  | 2    | フェラーリ                      | 254      |
|  | 3    | レッドブル-タグ・ホイヤー       | 152      |
|  | 4    | フォース・インディア-メルセデス | 89       |
|  | 5    | ウィリアムズ-メルセデス         | 40       |

- 注：ドライバー、コンストラクター共にトップ5のみ表示。